# Willis (Kansas)
Pour les articles homonymes, voir Willis.
Willis est une ville américaine située dans le comté de Brown, au Kansas. Selon le recensement de 2010, sa population est de 38 habitants.